# Erki Pütsep
Erki Pütsep (Jõgeva, 25 mei 1976) is een Estisch voormalig wielrenner, bij drie gelegenheden werd hij Estisch kampioen op de weg.

## Overwinningen
2003
Tartu Rataralli
2004
 Estisch kampioen op de weg, Elite
Classic Loire-Atlantique
2005
Ronde van de Somme
2006
 Estisch kampioen op de weg, Elite
2007
 Estisch kampioen op de weg, Elite
GP EOS Tallinn
SEB Eesti Ühispank Tartu GP
2009
GP van Tallinn-Tartu

## Resultaten in voornaamste wedstrijden
| Jaar | Ronde van Italië | Ronde van Frankrijk | Ronde van Spanje |
| ---- | ---------------- | ------------------- | ---------------- |
| 2004 |                  |                     | opgave           |
| 2005 |                  |                     |                  |
| 2006 |                  |                     |                  |
| 2007 |                  |                     | 137e             |
| 2008 |                  |                     |                  |

| Jaar | Gent-Wevelgem | Ronde van Vlaanderen | Parijs-Roubaix |  | Wereldranglijsten |
| ---- | ------------- | -------------------- | -------------- |  | ----------------- |
| 2004 |               | 124e                 |                |  |                   |
| 2005 |               | 96e                  |                |  |                   |
| 2006 | 8e            | 82e                  | 71e            |  | 146e (UPT)        |
| 2007 |               |                      | 89e            |  |                   |
| 2008 | 112e          |                      | 63e            |  |                   |

Wielerploegen van Erki Pütsep
Agnolutto · 
Astarloza ·
Aus · 
Balčiūnas · 
Bergès · 
Botsjarov · 
Capelle ·
Chaurreau · 
Demarbaix (tot 31/05) · 
Estadieu · 
Flickinger ·
Grux ·
Inaudi ·  
Kasputis · 
Kirsipuu · 
Laidoun ·
Loder · 
Mändoja · 
Oriol ·
Paumier · 
Portal ·
Trastour · 
Turpin · 
Mondory (stagiair) · 
Pütsep (stagiair) · 
Scanlon (stagiair) 
Agnolutto · 
Astarloza ·
Aus (tot 20/07) · 
Bergès · 
Botsjarov · 
Brochard ·
Chaurreau ·   
Flickinger ·
Inaudi ·   
Kirsipuu · 
Laidoun ·
Loder · 
Oriol · 
Paumier (tot 31/03) · 
Portal ·
Pütsep · 
Scanlon ·
Trastour · 
Turpin · 
Armataffet (stagiair) ·
Mondory (stagiair) · 
Terretaz (stagiair)
Agnolutto · 
Astarloza ·
Bergès · 
Brochard ·
Chaurreau ·   
Dumoulin · 
Flickinger ·
Goubert · 
Inaudi ·   
Kirsipuu · 
Krivtsov ·
Laidoun ·
Mondory ·
Nazon · 
Oriol · 
Portal ·
Pütsep · 
Scanlon ·
Turpin · 
Gerrans (stagiair) · 
Pauriol (stagiair) ·
Riblon (stagiair) 
Astarloza ·
Calzati · 
Chaurreau ·  
Deignan ·  
Dessel ·
Dumoulin · 
Flickinger ·
Gerrans · 
Goubert · 
Krivtsov ·
Loubet ·
Mangel · 
Mondory ·
Nazon ·
Oesaw · 
Oriol · 
Portal ·
Pütsep · 
Riblon ·
Scanlon ·
Turpin · 
Vaitkus ·
Mandri (stagiair) ·   
Poulhiès (stagiair) ·
Sonnery (stagiair) 
Arrieta ·
Astarloza ·
Calzati · 
Chaurreau ·  
Deignan ·  
Dessel ·
Dion ·
Dumoulin · 
Dupont ·
Gadret ·
Gerrans · 
Goubert · 
Krivtsov ·
Loubet ·
Mancebo (tot 30/06) ·
Mangel · 
Mondory ·
Moreau ·
Naibo ·
Navas ·
Nazon ·
Oesaw · 
Poulhiès ·
Pütsep · 
Riblon ·
Scanlon ·
Turpin · 
Vaitkus ·
Aulas (stagiair) ·
Ebrard (stagiair) ·
Rousseau (stagiair) · 
Sonnery (stagiair) 
Belgy ·
Bernaudeau ·
Bonnaire ·
Brochard ·
Champion ·
Claude ·
Clement ·
Clerc ·
Crosbie ·
Drancourt ·
Fédrigo ·
Flickinger ·
Florencio ·
Gène ·
Geslin ·
Haddou ·
Jérôme ·
Labbe ·
Le Boulanger ·
Lefèvre ·
Martias ·
Pichot ·
Pineau ·
Pütsep ·
Renier ·
Rous (tot 15/06) ·
Sprick ·
Tschopp ·
Voeckler ·
Jeandesboz (stagiair) ·
Quéméneur (stagiair) 
Belgy ·
Bernaudeau ·
Bonnaire ·
Champion ·
Claude ·
Clement ·
Clerc ·
Crosbie ·
Fédrigo ·
Florencio ·
Gaudin ·
Gène ·
Geslin ·
Haddou ·
Jérôme ·
Labbe ·
Lefèvre ·
Martias ·
Pichot ·
Pineau ·
Pütsep ·
Quéméneur ·
Renier ·
Sokolov ·
Sprick ·
Trofimov ·
Tschopp ·
Turgot ·
Voeckler ·
Jeandesboz (stagiair) 